# Geografia Niemiec

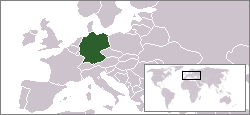
Położenie Niemiec w Europie

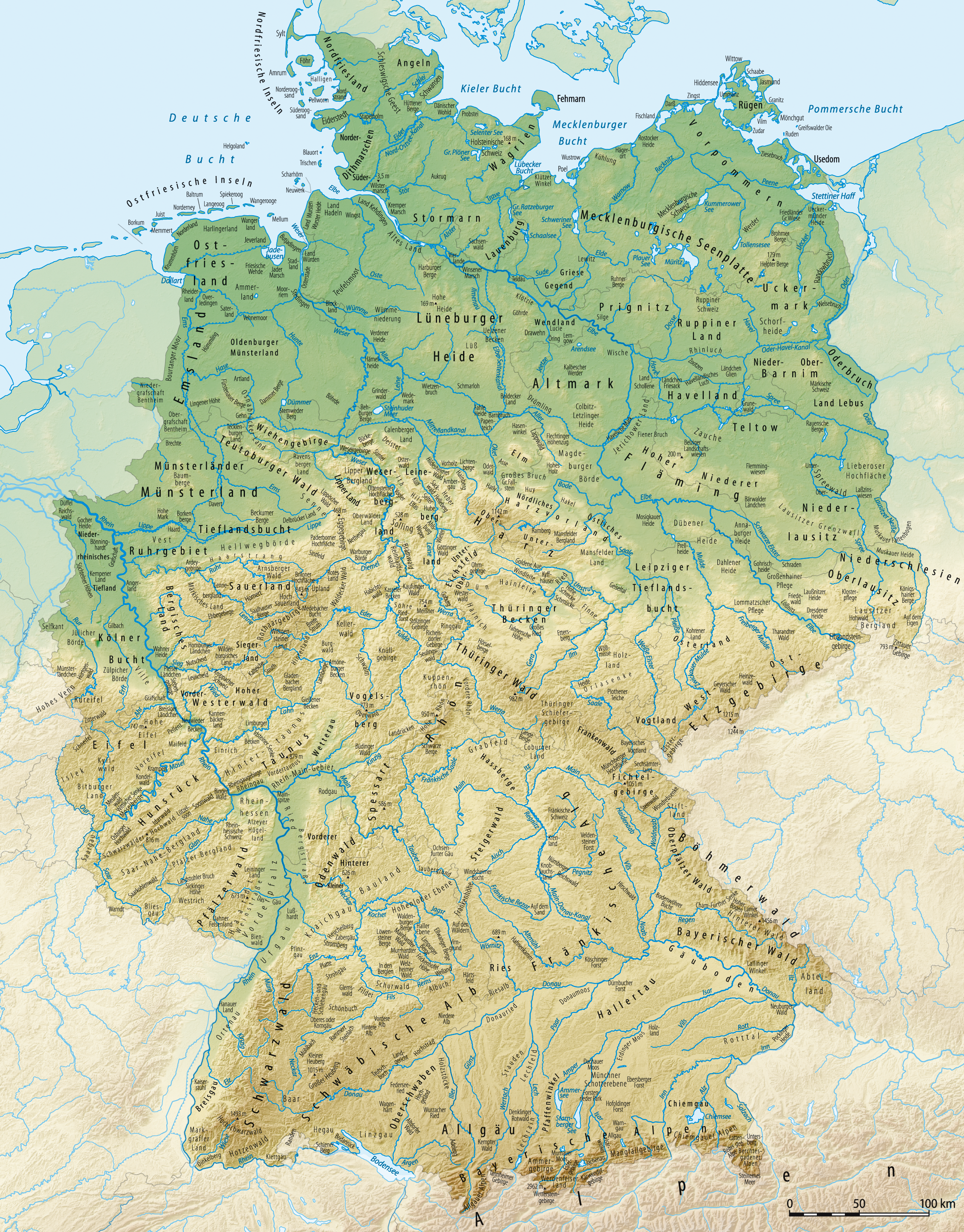
Mapa fizyczna Niemiec

Niemcy to kraj leżący w Europie Środkowej, rozciągający się od Alp przez Niż Środkowoeuropejski do Morza Północnego i Bałtyku. Niemcy zajmują drugie miejsce w Europie, po europejskiej części Rosji, pod względem liczby ludności oraz siódme miejsce pod względem powierzchni. Kraj ten charakteryzuje się urozmaiconym krajobrazem, od nizin leżących na północy, po wysokie góry ciągnące się na samym południu. W Niemczech panuje stosunkowo łagodny i wilgotny klimat umiarkowany, a sieć rzeczna kraju jest gęsta. Niemcy pomimo znacznego uprzemysłowienia posiadają duży udział powierzchni leśnej.

## Powierzchnia, punkty skrajne i granice

### Powierzchnia
357 021 km², z czego 349 223 km² to ląd, a 7798 km² to woda.
Terytorium Niemiec po zjednoczeniu w 1990 r. jest o 30,3% większe niż RFN oraz odpowiednio o 23,8% i 33,9% mniejsze niż Republiki Weimarskiej i Cesarstwa Niemieckiego.

### Skrajne punkty Niemiec
- List auf Sylt na wyspie Sylt – najbardziej wysunięty na północ 55°03′N 8°24′E/55,050000 8,400000
- Haldenwanger Eck(inne języki) w Bawarii – najbardziej wysunięty na południe 47°16′N 10°10′E/47,266667 10,166667
- Isenbruch(inne języki) w Nadrenii Północnej-Westfalii – najbardziej wysunięty na zachód 51°01′N 5°53′E/51,016667 5,883333
- Deschka(inne języki) w Saksonii – najbardziej wysunięty na wschód 51°16′N 15°02′E/51,266667 15,033333

Najbardziej wysunięty na północ kontynentalny punkt Niemiec leży w pobliżu Aventoft, w Szlezwiku-Holsztynie 54°54′N 8°49′E/54,900000 8,816667
Rozciągłość południkowa wynosi 840 km, a równoleżnikowa 630 km.

### Granice
Niemcy graniczą z dziewięcioma państwami:
- Dania – 68 km
- Polska – 456 km
- Czechy – 646 km
- Austria – 784 km
- Szwajcaria – 334 km
- Francja – 451 km
- Luksemburg – 138 km
- Belgia – 167 km
- Holandia – 577 km

Całkowita długość granic lądowych – 3621 km. Granica niemiecko-austriacka przecina sama siebie w pobliżu Jungholz. Granica z Belgią tworzy aż 5 niemieckich eksklaw na terytorium Belgii.

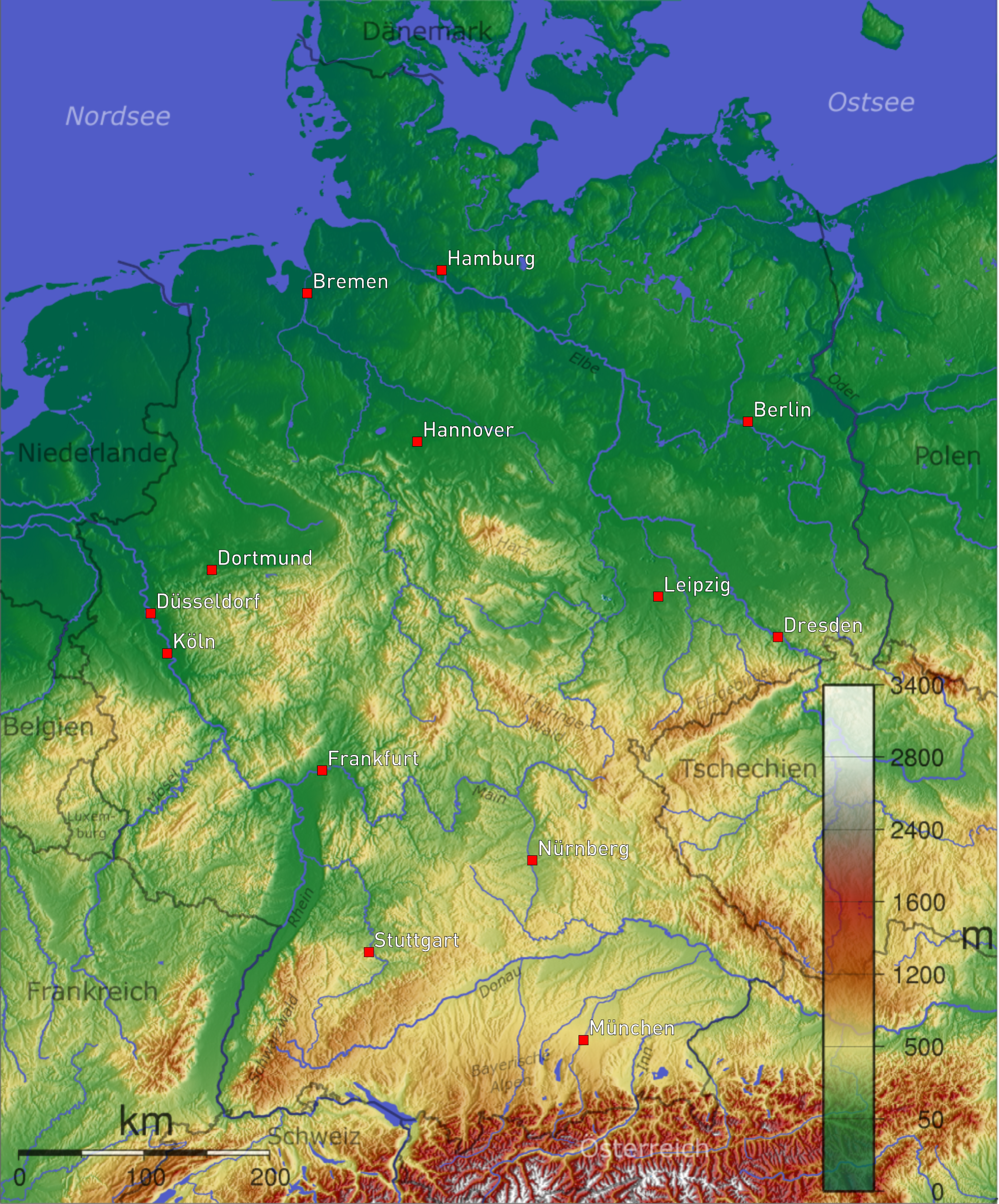
Mapa topograficzna Niemiec

Linia brzegowa: 2389 km

## Ukształtowanie poziome
Linia brzegowa Niemiec jest dobrze rozwinięta. Jej główną cechą są liczne wyspy i wysepki przybrzeżne, gdzie największą jest Rugia leżąca w południowo-zachodniej części Morza Bałtyckiego, oddzielona od stałego lądu cieśniną Stralsund, a połączona z nim groblą koło miasta Stralsund. Wyspa ma 930 km². Druga co do wielkości wyspa to Uznam, którą Niemcy dzielą z Polską, część Niemiec liczy 374 km². Poza wyspą liczne są mniejsze i większe zatoki oraz leżące na zachodniej części wybrzeży dwa długie i szerokie estuaria rzek. Największym estuarium jest ujście Łaby, mierzące około 70 km. Niemieckie wybrzeże jest podobne do polskiego. Liczne niskie plaże, oraz występujące miejscami wydmy, przeplatają się z piaszczystymi klifami poddawanymi erozji wodnej. Występują także klify skaliste zbudowane z kredy, które można spotkać na Rugii. Część zachodnia wybrzeża, po zachodniej stronie Półwyspu Jutlandzkiego jest riasowa.

## Budowa geologiczna

### Geologia Niemiec północnych
Niemcy można podzielić na trzy strefy geologiczne: Pierwszą jest północny pas nizin, które zostały ukształtowane w okresie epoki lodowcowej. Północno-wschodnia część Niemiec to tereny młodoglacjalne, gdzie występują wzgórza morenowe. Regiony leżące nieco dalej na południe (region Berlina, Chociebuża) to obszary gdzie występują równiny sandrowe. Północno-zachodnia część Niemiec to tereny starsze, gdzie występują moreny denne. W rejonie Morza Północnego tak jak w Danii utworzony został pas wattów, które są okresowe zalewane.

### Geologia Niemiec środkowych
Drugi obszar geologiczny to centralne i środkowo-południowe Niemcy. Są to obszary zrębowo-kadłubowych gór, wyżyn i basenów. Występujące tam góry, niskich i średnich wysokości osiągające z reguły średnio 1000 – 1200 m n.p.m. mają różną budowę geologiczną. Średniogórze Niemieckie zajmujące największy obszar tego rejonu jest starym system gór wykształconych w orogenezie hercyńskiej, gdzie występują ślady dawnej działalności wulkanicznej. Na zachodzie Niemiec, leży obszar Reńskich Gór Łupkowych, które są paleozoicznymi terenami z pokrywami law wulkanicznych i jeziorami kraterowymi. Na wschód od tych gór leżą zbudowane z bazaltu góry Vogelsberg. Leżący dalej na wschód Las Turyński zbudowany jest ze skał krystalicznych. Na północ od niego wznosi się masyw Harzu zbudowany z granitów. Góry Rudawy, którą wyznaczają granicę Niemiec i Czech budują stare skały krystaliczne. Obszary leżące dalej na południe to tereny gdzie znajdują się: Jura Szwabska i Frankońska, które są zbudowane z wapieni. Tereny te okalają leżący na południe rozległy Basen Szwabsko-Frankoński, który jest zbudowany ze skał mezozoicznych. Najstarszym obszarem górskim jest hercyński masyw Schwarzwaldu, zbudowany ze skał krystalicznych. Wzdłuż Renu i granicy z we Francją ciągnie się Nizina Górnoreńska, która ma postać zapadliskowego rowu tektonicznego.

### Geologia Niemiec południowych
Trzeci obszar geologiczny to młode góry fałdowe i obniżenia przedgórskie. Są to obszary leżące na samym południu Niemiec. Wyżyna Bawarska jest takim właśnie obniżeniem, leżące między Jurą a Alpami. Na jej terenie występują wzgórza morenowe i polodowcowe jeziora. Wyżyna Bawarska jest pokryta na północy osadami rzecznymi Dunaju i jego dopływów, na południu – osadami polodowcowymi plejstoceńskich lodowców alpejskich. Na południe od niej ciągnie się pas Alp, które są najwyższymi górami Niemiec. Alpy na terenie Niemiec zajmują niewielki obszar i są zbudowane głównie z łupków i wapieni.

## Rzeźba

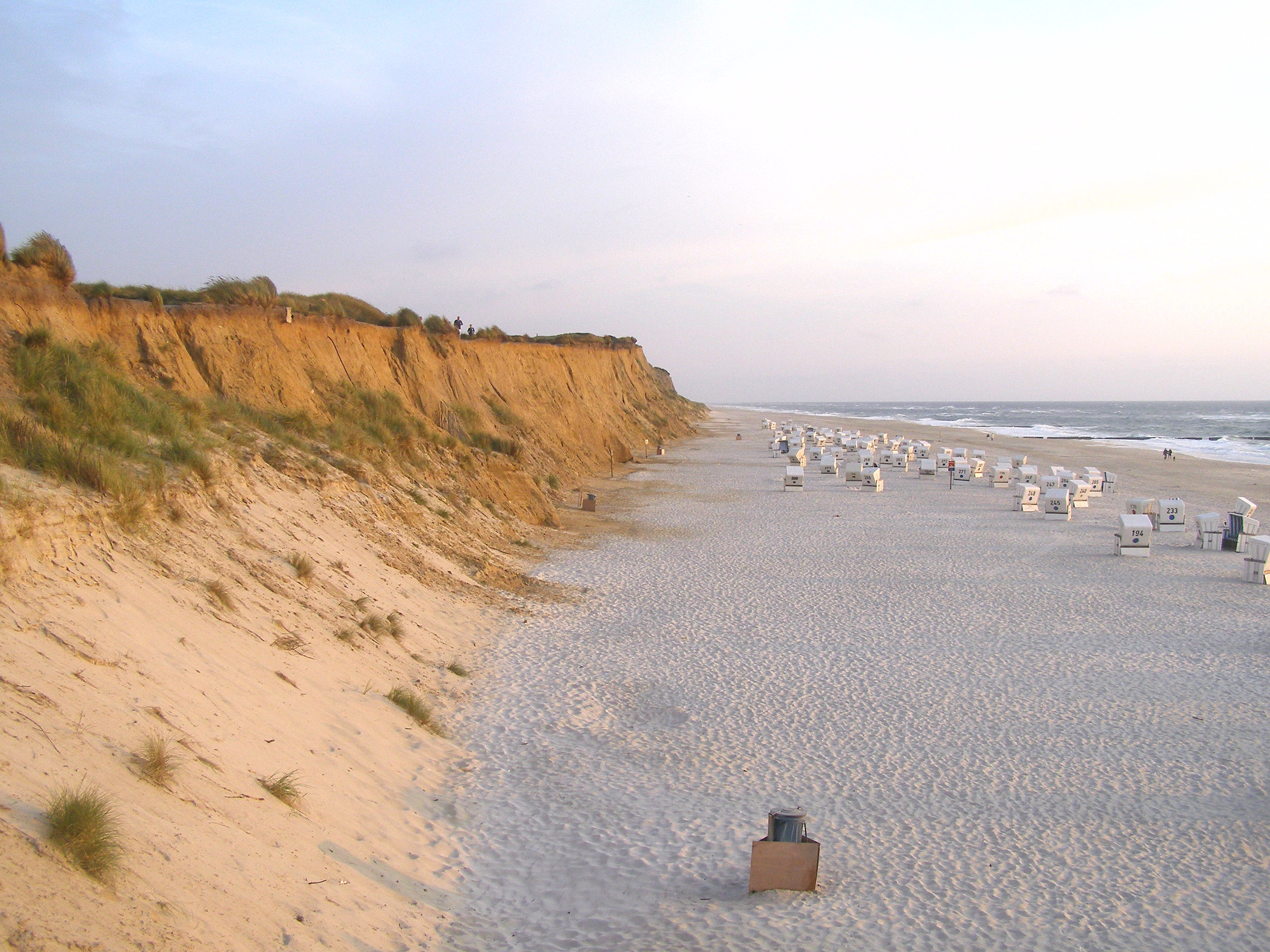
Wybrzeże Morza Bałtyckiego

### Rzeźba Niemiec północnych
Północną część kraju zajmuje Niż Środkowoeuropejski. Niziny te przecinają płynące na północ rzeki: Łaba, Ems, Wezera i Odra. Wybrzeża Fryzji i tereny przy granicy z Holandią obfitują w mokradła i tereny bagienne. W piaszczystej Meklemburgii znajduje się wiele jezior polodowcowych. Tereny te są obszarem typowo nizinnym ze średnią wysokością od 10 m n.p.m. (rejony nadmorskie) do 200 m n.p.m. (obszary leżące dalej na południe). Region ten charakteryzuje się równinnym i pagórkowatym krajobrazem, o rzeźbie polodowcowej. Pod względem krajobrazowym północne Niemcy nie różnią się niczym od obszarów leżących po stronie polskiej.

### Rzeźba Niemiec środkowych
Centralne Niemcy mają charakter wyżynno-górzysty, częściowo ukształtowany przez dawną aktywność wulkaniczną. Na zachodzie znajduje się dolina Renu. Wyżyny rozciągają się aż do rzeki Soławy i Rudaw na granicy z Czechami. Znajdują się tu niewysokie pasma górskie jak np.: Eifel, Hunsrück i Las Palatynacki na zachód od Renu, Taunus na północ od Frankfurtu nad Menem oraz Vogelsberg, Rhön i Las Turyński. Na południe od Berlina wschodnia część centralnych Niemiec jest bardziej podobna do północnych nizin, z piaszczystą glebą i terenami podmokłymi jak np. Spreewald. Przeciętna wysokość wynosi od 100 m n.p.m. (doliny rzeczne) poprzez 400 m n.p.m. (obszary wzniesień) do 1200 m n.p.m. (obszary średnich gór).

### Rzeźba Niemiec południowych
Tereny południowych Niemiec są wyższe poczynając od Jury Szwabskiej i Jury Frankońskiej, gdzie teren wznosi się już ponad 1000 m n.p.m. Dalej na południe leżą już Alpy, których niewielki tylko ułamek leży na terenie Niemiec. Alpejskie pasma na terenie Niemiec to: Alpy Algawskie, Ammergauer Alpen, Wettersteingebirge, Bayerische Voralpen, Karwendel, Chiemgauer Alpen i Alpy Berchtesgadeńskie. Obszary niemieckich Alp nie różnią się zbytnio od tych leżących na terenie Austrii i Szwajcarii. Tereny te charakteryzują się typową rzeźbą wysokogórską, gdzie występują strome zbocza i głębokie doliny.

## Klimat

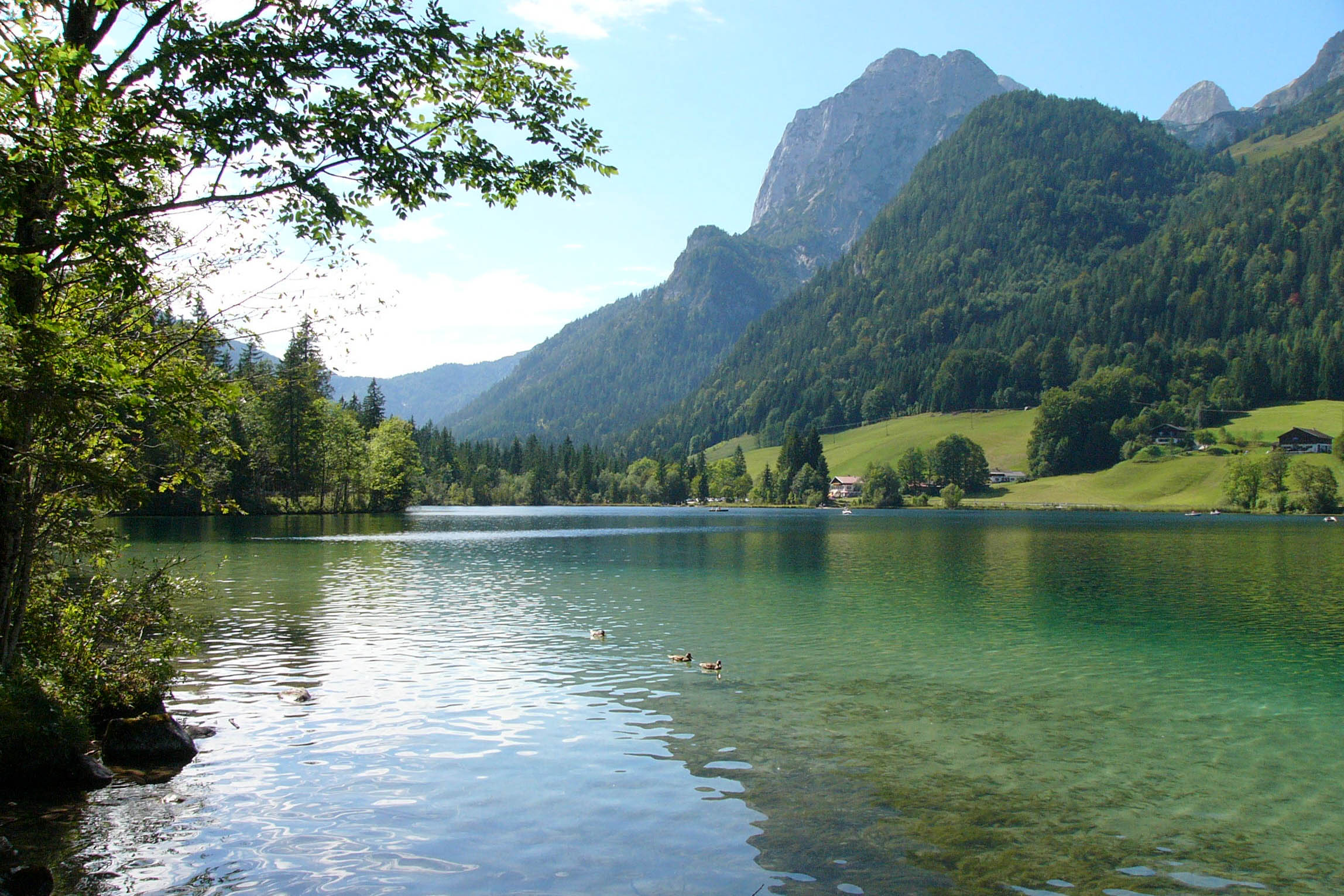
Alpy w Bawarii

### Ogólne informacje
W Niemczech panuje klimat umiarkowany z chłodnymi, pochmurnymi i mokrymi zimami i latami, na południu występuje Fen. Większość terenu Niemiec leży w strefie umiarkowanej chłodnej, gdzie dominują wilgotne wiatry zachodnie. Na północy panuje klimat oceaniczny z całorocznymi opadami. Zimy są stosunkowo łagodne, a lata dość ciepłe. Na wschodzie widać przejawy klimatu kontynentalnego. Zimy bywają bardzo zimne, a lata bardzo ciepłe. W centralnej części kraju, a także na południu klimat wykazuje cechy przejściowe, zarówno oceaniczne, jak i kontynentalne. Zimy są tu łagodne, a lata chłodne, chociaż temperatury mogą przekroczyć 30 °C. Najcieplejszym regionem Niemiec jest południowo-zachodni zakątek kraju: Deutsche Weinstrasse i Nizina Górnoreńska. Tutejsze lata mogą być bardzo ciepłe przez długi okres. Czasami minimalna temperatura nie spada poniżej 20 °C, co jest raczej rzadkim zjawiskiem w pozostałej części kraju.
Przeważają wiatry zachodnie i południowo-zachodnie. Na Wyżynie Bawarskiej w miesiącach wiosennych i jesiennych wieją ciepłe i suche feny. Ze zjawisk ekstremalnych podobnie jak w Polsce występują letnie i wiosenne burze.

### Temperatury i ich rozkład
Zimy są na ogół łagodne, z odwilżami (na wybrzeżach występują częste mgły), lata ciepłe; średnia temperatura w styczniu od 1 °C na zachodzie do −3 °C, −5 °C na Wyżynie Bawarskiej i w górach, w lipcu od 17 °C na wybrzeżu do 21 °C na Nizinie Górnoreńskiej, w górach chłodniej (w Alpach poniżej 11 °C). W Niemczech podobnie jak w Polsce rozkład roczny temperatur jest taki sam, wyjątek stanowią obszar leżące najdalej na zachód gdzie przebieg rocznych jak amplitudy dobowe są łagodniejsze. Cała wschodnia część Niemiec charakteryzuje się występowaniem sześciu pór roku.

### Opady
Przebieg roczny opadów jest zbliżonych do warunków panujących w Polsce. Na ilość opadów ma wpływ mas powietrza polarnomorskiego znad północnego Atlantyku i mas kontynentalnych ze wschodnich krańców Europy. Izohiety mają przebieg południkowy. Opady na wschodnim krańcu wynoszą 600 mm rocznie, a na zachodnich krańcach wzrastają do 800 mm. Opady na nizinach są najniższe, w miarę wzrostu wysokości ich ilość także wzrasta. Na Średniogórzu wynoszą one 1000 mm, a w Alpach wartości opadowe dochodzą do 2000 mm rocznie. Maksimum opadów przypada na okres lata i wczesnej jesieni. Zimą pada głównie śnieg, zwłaszcza w Alpach, gdzie sięgająca kilku metrów pokrywa utrzymuje się do maja. Na nizinach liczba dni śnieżnych spada w kierunku zachodnim.

## Wody

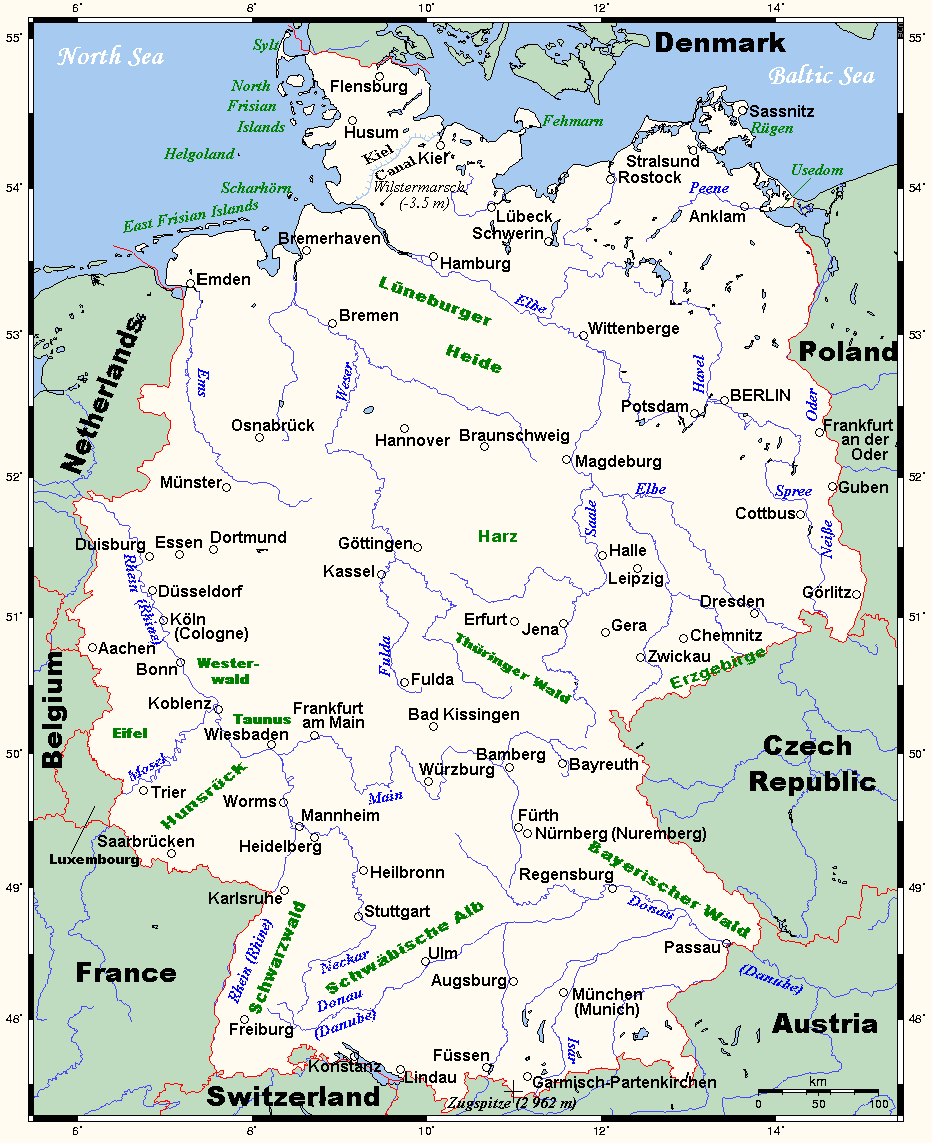
Rzeki Niemiec

### Rzeki
Sieć rzeczna kraju jest gęsta i zasobna w wodę. Północna i środkowa część terytorium Niemiec należy do zlewiska Morza Północnego i Morza Bałtyckiego, południowa – do zlewiska Morza Czarnego; do Morza Północnego uchodzą 2 najdłuższe rzeki Niemiec – Ren z Menem i Łaba, ponadto Wezera i Ems. Do Morza Bałtyckiego spływają krótkie rzeki i graniczna Odra, która wyznacza granicę z Polską na długości 162 km. Południową część kraju odwadnia Dunaj z dopływami Inn, Izara, który uchodzi do Morza Czarnego. Dorzecza głównych rzek są połączone kanałami (łączna długość 2029 km); system kanałów na Nizinie Niemieckiej (Dortmund–Ems, Śródlądowy, Odra–Hawela, Odra–Sprewa) połączył dorzecza Renu, Wezery, Łaby i Odry; otwarty w 1992 roku Kanał Ren-Men-Dunaj łączy zlewiska Morza Północnego i Morza Czarnego.
Trzy główne rzeki Niemiec to:
- Ren (niem.: Rhein), niemiecka część liczy 865 km. Główne dopływy to: Neckar, Men i Mozela;
- Łaba (niem.: Elbe), niemiecka część liczy 727 km. Główne dopływy to: Mulda, Hawela i Soława;
- Dunaj (niem.: Donau), niemiecka część liczy 687 km.

Inne ważne rzeki to: Izara na południowym wschodzie, Men w środkowych Niemczech, Neckar na południowym zachodzie oraz Wezera na północy.

### Jeziora
Na obszarze Niemiec znajdują się liczne jeziora, których większość skupia się w formie zwanej pojezierzami. Pojezierza występują na północnych nizinach kraju i są pochodzenia lodowcowego. Największymi jeziorami są: Müritz, w północno-wschodnich Niemczech, największe jezioro Pojezierza Meklemburskiego o powierzchni 116,8 km², głębokości do 33 m. Innym jeziorem jest Schwerin. Na przedgórzu alpejskim i w Alpach także znajdują się duże akweny, największym jest Jezioro Bodeńskie i Chiemsee.

## Terytorium morskie
- Szelf kontynentalny: 200 m głębokości lub głębokość eksploatacji.
- Wyłączna strefa ekonomiczna: 200 mil morskich. Dokładna wielkość strefy jest regulowana przez konwencje z sąsiadującymi państwami.
- Morze terytorialne: 12 mil morskich.

## Gleby
W północnej części kraju przeważają mało żyzne gleby bielicowe i płowe (wytworzone na osadach polodowcowych) oraz bagienne. Na wybrzeżu Morza Północnego występują marsze. Na pozostałym obszarze, tereny pokrywają głównie gleby brunatne. Najżyźniejsze gleby brunatne występują w południowej części Niziny Niemieckiej (wytworzone na lessach) i Średniogórzu Niemieckim, gdzie oprócz nich występują duże kompleksy rędzin węglanowych. Na równinach sandrowych występują gleby piaszczyste. Obszary górskie pokrywają słabo wykształcone gleby inicjalne.

## Flora

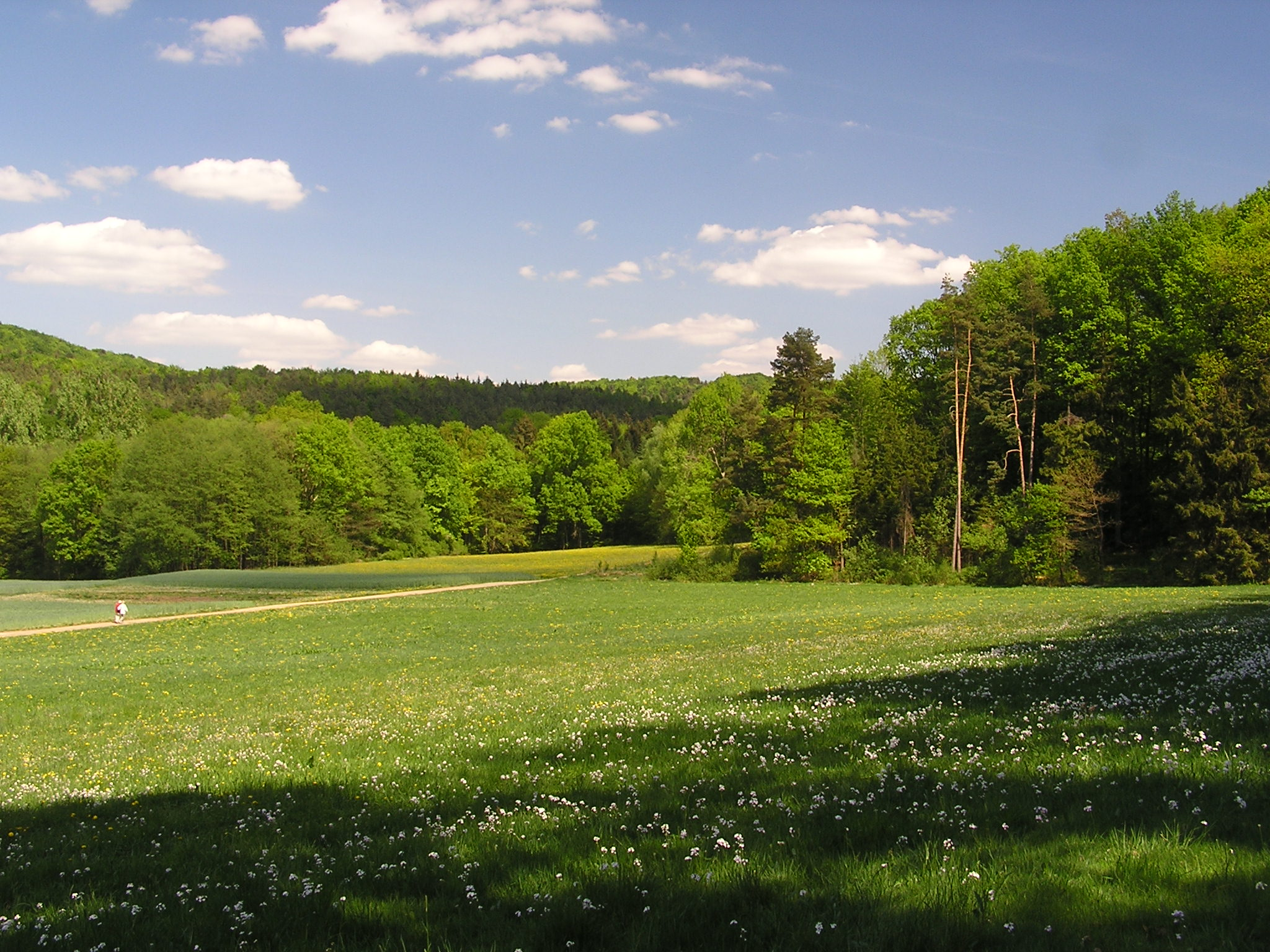
Lasy Bawarii

Naturalna szata roślinna została w znacznym stopniu zniszczona, jej miejsce zajęły uprawy rolne i sztuczne drzewostany. Obszary nizin porośnięte są monokulturami sosen, a tereny górskie zajmują świerki. Lasy obejmują 29% powierzchni kraju, czyli stosunkowo dużo jeśli weźmie się pod uwagę wysoki poziom rozwoju gospodarczego kraju, uprzemysłowienia, urbanizacji i dużej liczby ludności (gęstość zaludnienia jest dwukrotnie większa niż w Polsce). W zachodniej części Niziny Niemieckiej zachowały się lasy brzozowo-dębowe i wrzosowiska. Na pojezierzach, wyżynach i w niższych piętrach gór występują kompleksy lasów bukowych, mieszanych (głównie dębowo-sosnowych) i sosnowych. W wyższych piętrach gór (zwłaszcza w Schwarzwaldzie, Harzu, Rudawach i w Lesie Turyńskim) występują lasy świerkowe. W Alpach występuje piętrowy układ roślinności, do około 1500 m n.p.m. przeważają lasy mieszane. Na wysokości rzędu 1500 do 1700 m n.p.m. występują wyłącznie lasy iglaste, zaś ponad nimi tereny górskie pokrywa kosodrzewina i łąki alpejskie, które występują ponad 1900 m n.p.m.

## Fauna
Fauna w Niemczech jest charakterystyczna dla lasów w Europie środkowej. Skład gatunkowy lasów niemieckich jest praktycznie taki sam jak w Polsce. Z dużych ssaków żyjących w lasach żyją jelenie, sarny i dziki, natomiast w Alpach występują kozice. Do mniejszych ssaków w lasach zalicza się lisy, zające, natomiast w Alpach na południu Niemiec występują świstaki. Przed ekspansją rolnictwa (osuszanie terenów podmokłych) w Niemczech licznie występowały różne gatunki ptaków wodnych i błotnych. Obecnie populacja tego rodzaju ptactwa jest bardzo mała. Z wyjątkiem tego do rzadkości w Niemczech należą bociany, mimo że Niemcy tak jak Polska są państwem gdzie ptaki te występują w okresie wiosenno-letnim.

## Środowisko
- Emisja tlenku siarki z fabryk czerpiących energię z węgla przyczynia się do zanieczyszczenia powietrza i kwaśnych deszczów. Przyczynia się to też do uszkodzenia lasów. Bałtyk zanieczyszczony jest przez ścieki i odpady przemysłowe z byłych Wschodnich Niemiec. Rząd Niemiec pod przewodnictwem kanclerza Schrödera ogłosił zamiar rezygnacji z energii atomowej. Trwa też tworzenie parków narodowych i innych obszarów chronionych zgodnie z wytycznymi Unii Europejskiej. Ostatni lodowiec w niemieckich Alpach intensywnie topnieje[4].

- Obszary chronione obejmują 518 obiektów o łącznej powierzchni 9,4 mln ha, w tym 14 parków narodowych.

- Niemcy są też sygnatariuszami umów i konwencji z dziedziny między innymi ochrony środowiska, prawa morskiego, składowania odpadów, energii atomowej i ochrony ziemskiej warstwy ozonowej.

- Kraj jest też narażony na powodzie spowodowane wylewami rzek po obfitych opadach, jak np. Wielka Powódź z 2002 r., a także powodzie morskie jak np. Powódź z 1962 r., kiedy to Morze Północne zalało między innymi Hamburg lub powodzie z 1362 i 1634 r., które zmieniły linie brzegową obecnego kraju związkowego Szlezwik-Holsztyn.